# Richard Belcredi

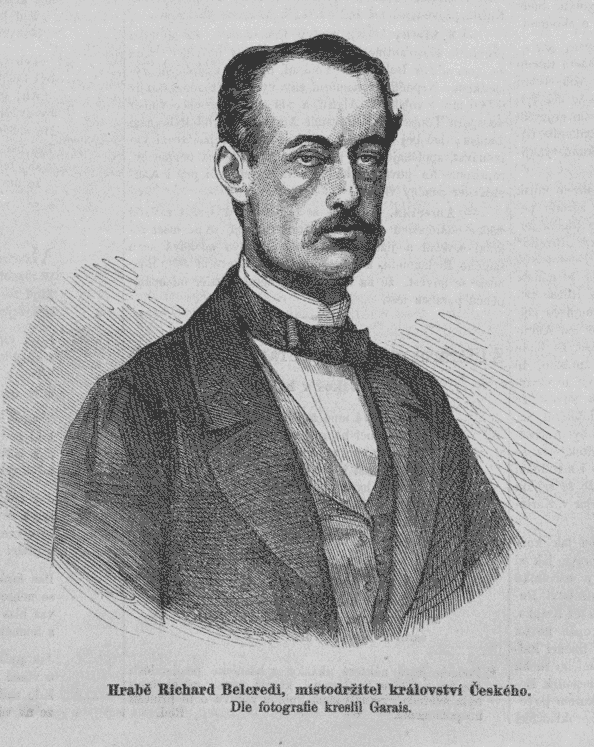
Richard Belcredi

Richard Belcredi, född 12 februari 1823, död 2 december 1902, var en österrikisk greve och statsman.
Belcredi efterträdde i juli 1865 Anton von Schmerling som ministerpresident, och försökte med understöd av Moritz Esterházy undertrycka de liberala strävandena och gynna klerikalerna och slaverna. Han avgick i februari 1867.